# Anisodactylus carbonarius
Anisodactylus carbonarius är en skalbaggsart som beskrevs av Thomas Say 1823. Anisodactylus carbonarius ingår i släktet Anisodactylus och familjen jordlöpare. Inga underarter finns listade i Catalogue of Life.